# Route der Könige und Kaiser (Posen)

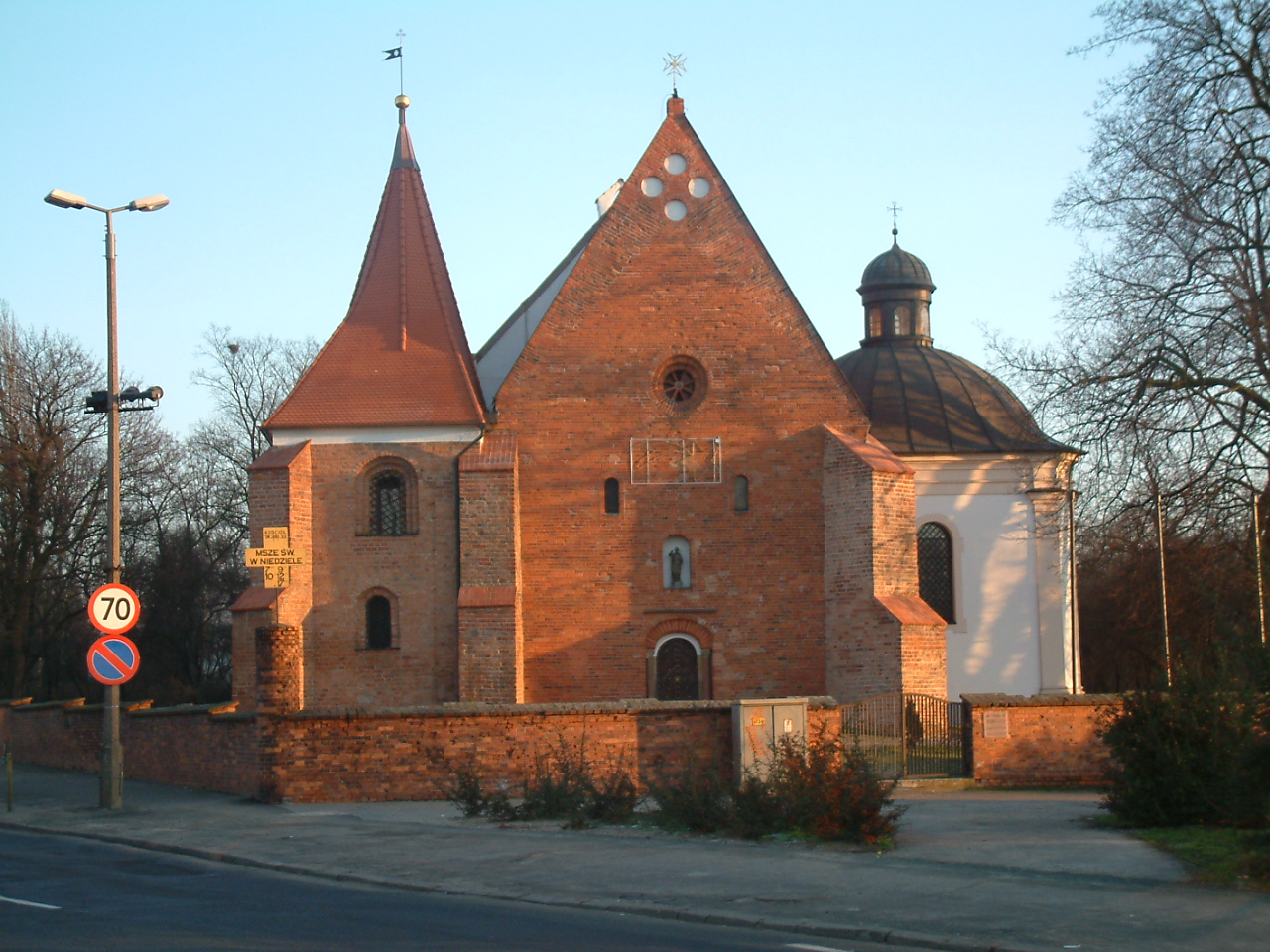
Kirche des Hl. Johannes von Jerusalem Extra Muros

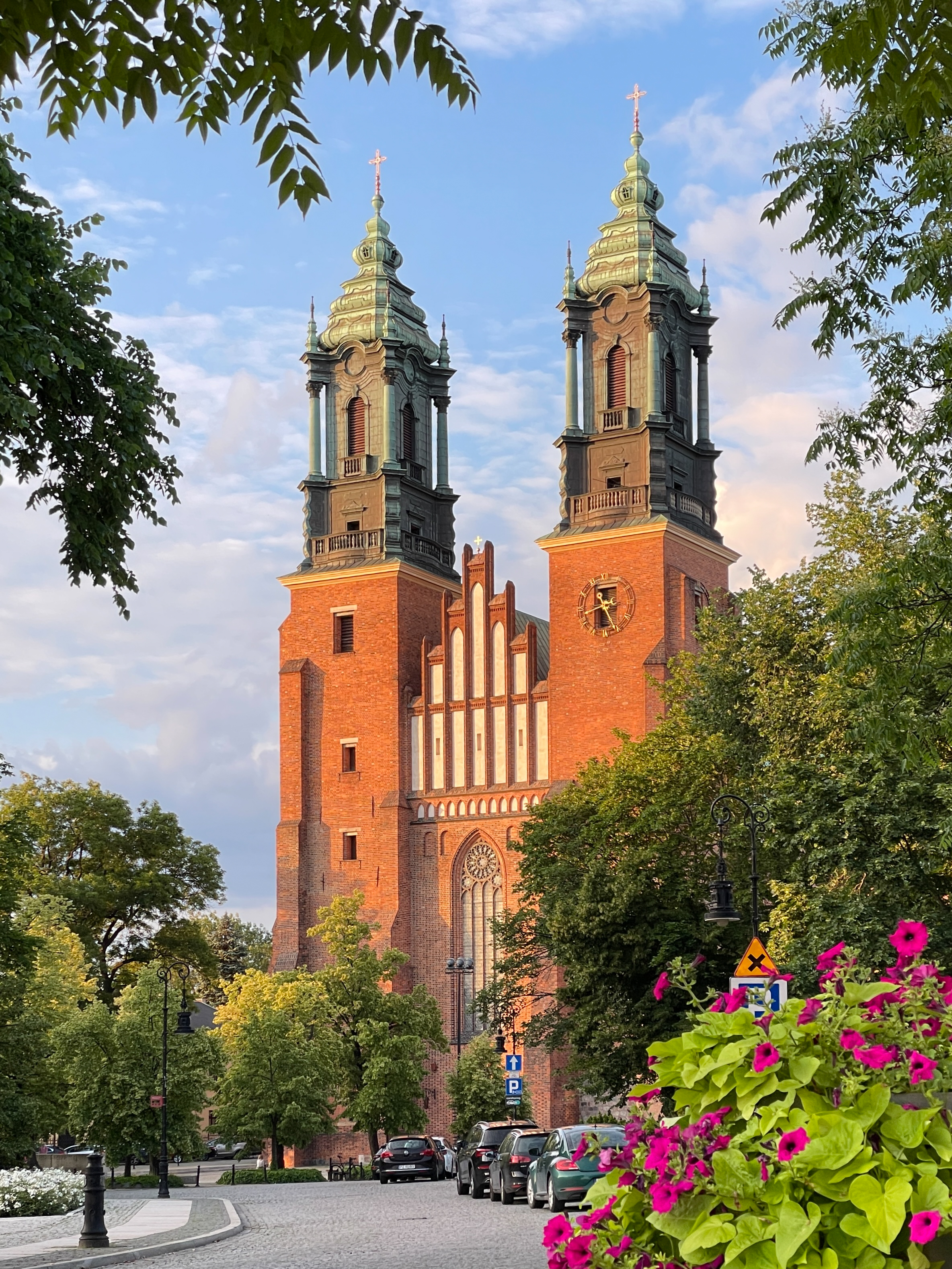
Die erzbischöfliche St. Peter und Paul-Domkirche

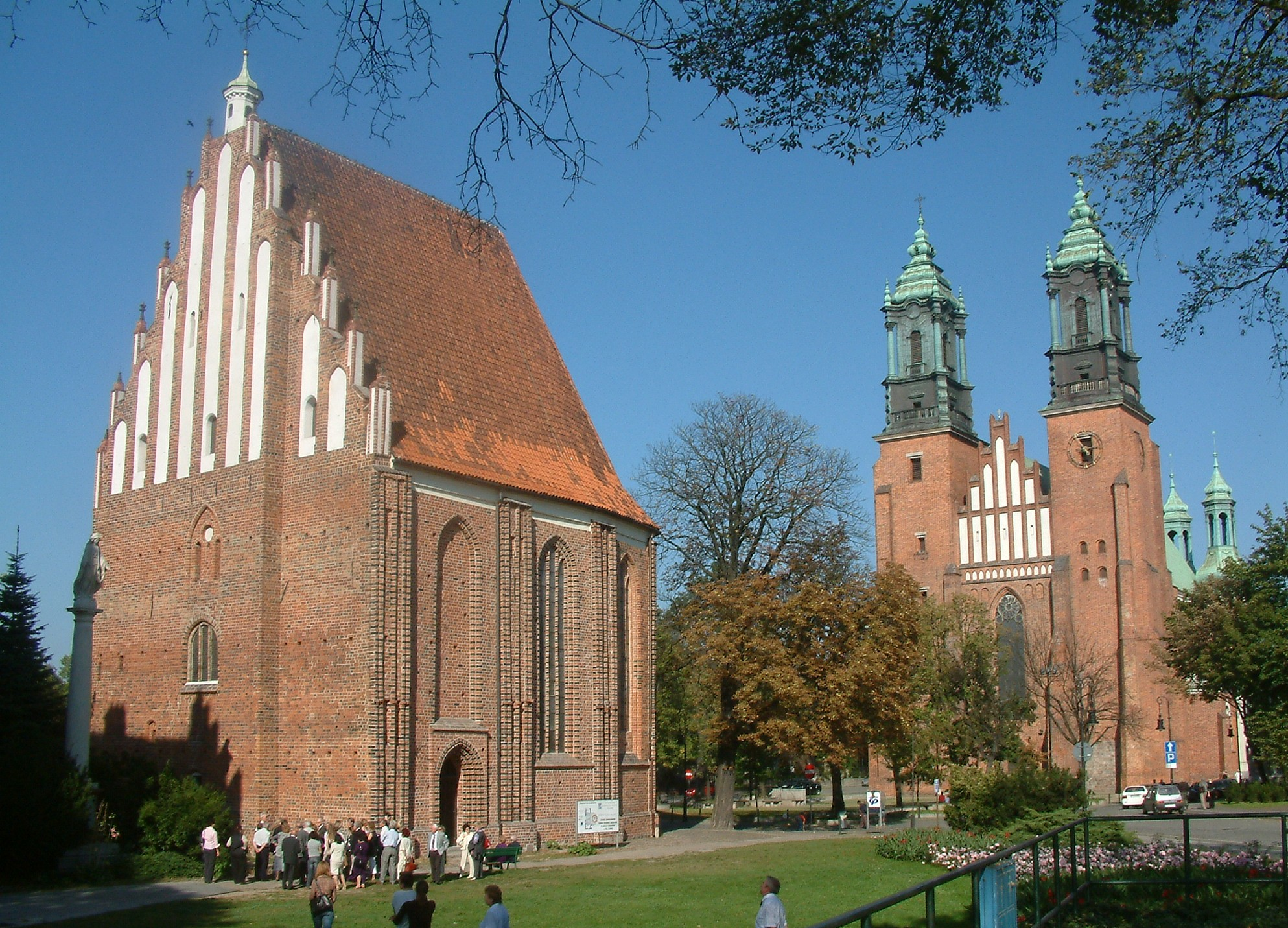
Kirche der Allerheiligsten Jungfrau Maria

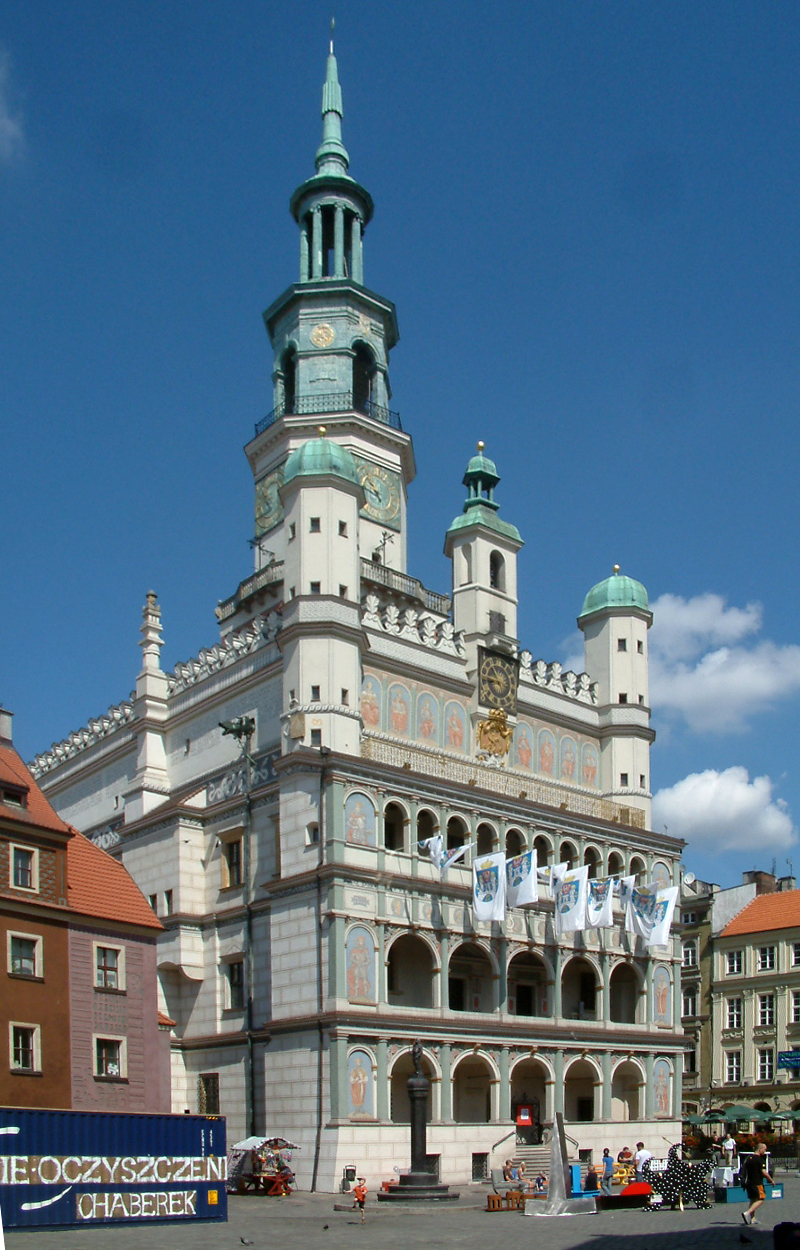
Rathaus

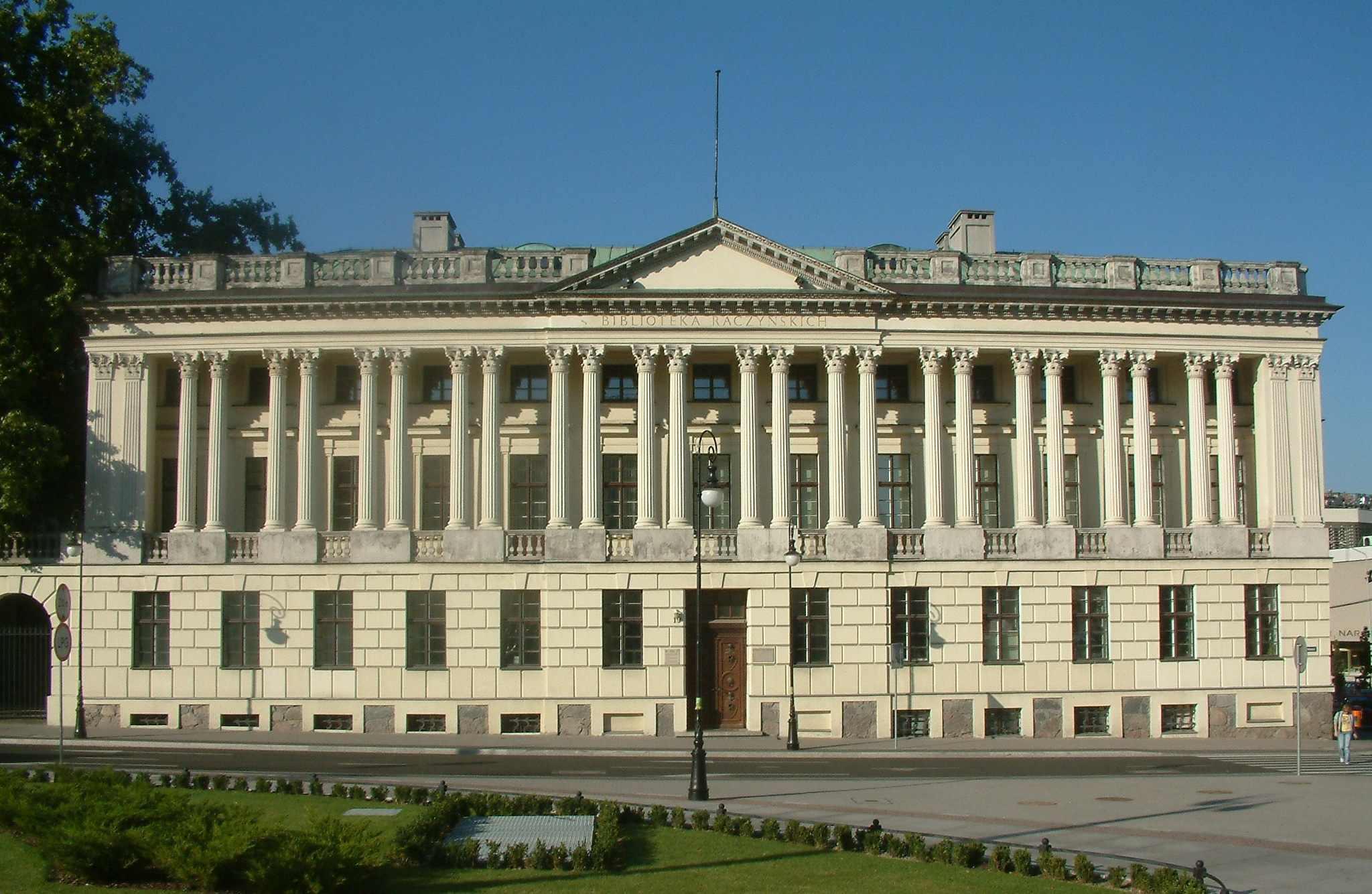
Raczyński-Bibliothek in Posen

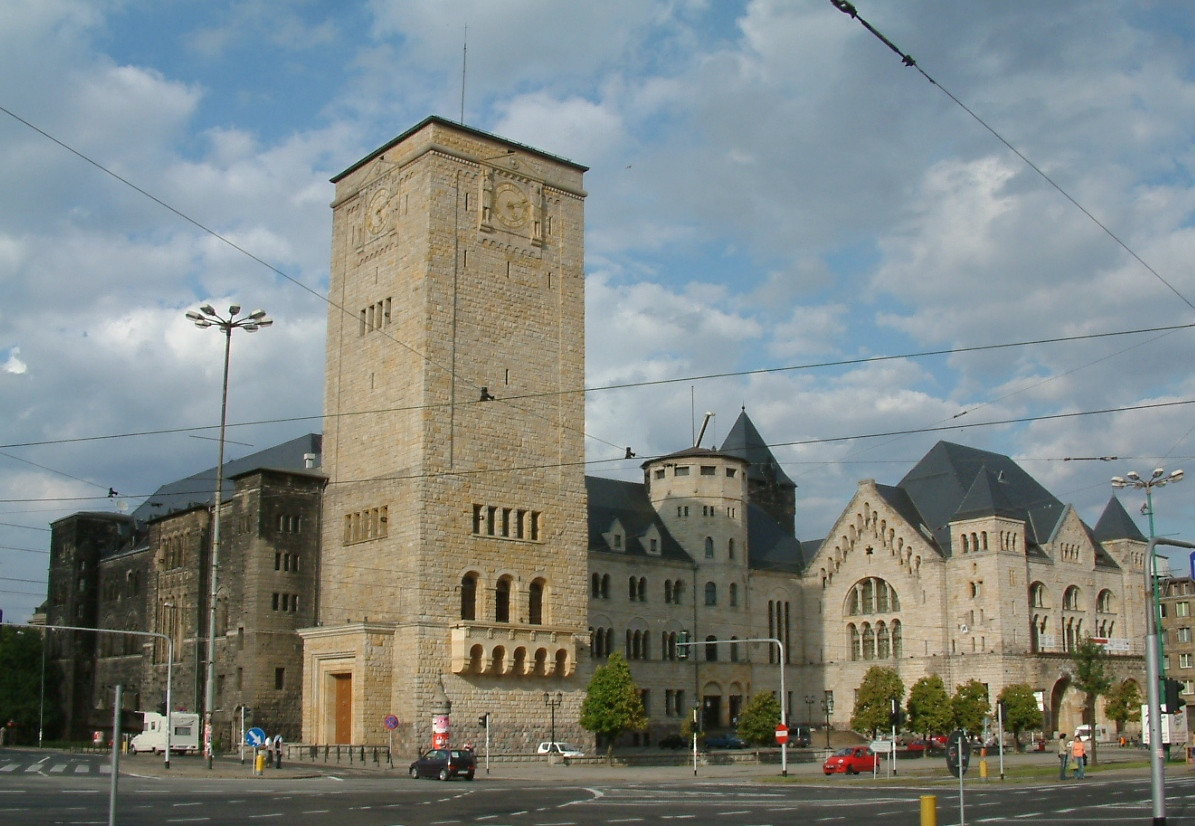
Kaiserschloss in Posen

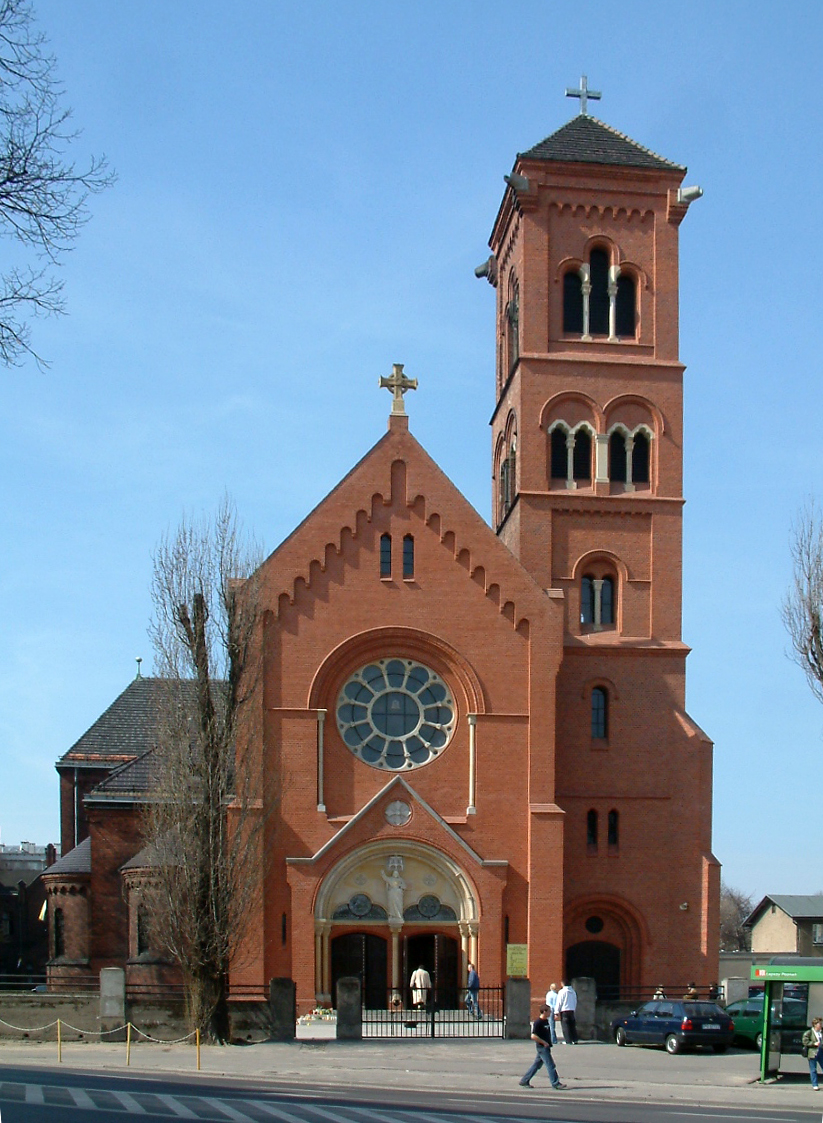
Herz-Jesu- und St.-Florians-Kirche in Posen

Die Route der Könige und Kaiser ist der Name einer Touristenroute in Posen in Polen.
Die Route der Könige und Kaiser umfasst die wichtigsten Sehenswürdigkeiten der Stadt Posen. Sie führt zu Orten, die mit den Herrschenden verbunden sind, und durchläuft somit die geschichtlich wertvollsten Stadtteile, die die städtebauliche und kulturelle Entwicklung der Stadt dokumentieren. Unter dem Namen „Die Route der Könige und Kaiser“ sind verschiedene Projekte zusammengefasst, u. a. Veranstaltungen kultureller, künstlerischer und erzieherischer Art, die in enger Zusammenarbeit der öffentlichen Verwaltung, Institutionen aus Bildung und Wissenschaft sowie Vertreter der Kunst und Hochschulen und der Tourismusorganisationen realisiert werden. Die Route der Könige und Kaiser stellt für sie eine gemeinsame Handlungsgrundlage dar und ermöglicht enge Zusammenarbeit bei der Ausarbeitung eines einheitlichen kulturellen und touristischen Angebots der Stadt. Das 2005 begonnene Programm steht unter der Schirmherrschaft des Stadtamtes (Amt für Stadtentwicklung der Stadtverwaltung Posen). Es stellt die Realisierung einiger Richtlinien der Nationalen Strategie der Kulturentwicklung (2004–2013) dar.

## Geschichtlicher Kontext
Der Name „Die Route der Könige und Kaiser“ bezieht sich auf die Geschichte der Stadt. Die Route heißt „königlich“, weil in der Posener Kathedrale verschiedene Könige  begraben wurden:
- Mieszko I. (mit der Route ist auch der Name seiner Ehefrau Dobrawa verbunden)
- Bolesław I.
- Mieszko II. Lambert
- Kasimir I.
- Władysław Odon
- Przemysław I.
- Bolesław von Großpolen
- Przemysław II.

Um 1290 begann Przemysław II., großer Verfechter der Wiedervereinigung polnischer Herzogtümer nach der Zeit des Partikularismus, mit dem Bau des Königsschlosses, in dem viele wichtige für das Königreich Polen Ereignisse stattfanden. Hier entstand das Wappen des polnischen Staates. Seit der Zeit Władysław I. Ellenlangs war das Schloss Residenz der Generalstarosten von Großpolen. Zu Gast im Königsschloss waren:
- Kasimir der Große
- Ludwig I.
- Hedwig/Jadwiga
- Władysław II. Jagiełło
- Johann I. Albrecht
- Kasimir II. der Jagiellone
- Sigismund I. der Alte
- Heinrich von Valois
- Sigismund III.
- Johann II. Kasimir

Die Bezeichnung „kaiserlich“ bezieht sich auf die Besuche:
- des römisch-deutschen Kaisers Otto III., der sich in Posen im Jahr 1000 anlässlich seiner Pilgerfahrt nach Gnesen aufhielt;
- des Kaisers der Franzosen Napoleon I., der in Posen 1806 bzw. 1807 und zweimal im Jahr 1812 weilte. Während seines ersten Besuchs residierte er im Jesuitenkollegium. Von hier aus führte er seine Truppen, wodurch Posen, wie es ein Chronist bezeichnete, zum Zentrum der europäischen Welt wurde;
- des letzten deutschen Kaisers und Königs Preußens Wilhelm II., der in Posen das Kaiserschloss bauen ließ.

## Der Verlauf der Route
Der Verlauf der Route veranschaulicht die architektonische und städtebauliche Entwicklung der Stadt: angefangen mit Orten, an denen der polnische Staat seinen Anfang nahm, über die Stadt des Mittelalters und der Neuzeit bis zur Gegenwart. Die Route der Könige und Kaiser verläuft folgendermaßen:
Maltasee – Kirche des HL. Johannes von Jerusalem Extra Muros – Srodka – Jordanbrücke – Ostrów Tumski – Bolesław-Chrobry-Brücke – Chwaliszewo – Altmarkt – Paderewski-Straße – Plac Wolnosci – 27. Grudnia-Straße – Fredry-Straße – Most Tatralny – J.H. Dabrowskiego-Straße – Herz-Jesu- und St. Florian-Kirche.

## Sehenswürdigkeiten und Baudenkmäler der Route
- St. Johann-zu-Jerusalem-Kirche Extra Muros
- Maltasee mit seinen Sport- und Freizeitanlagen
- Station der Kleinbahn „Maltanka“
- St. Kasimir-Kirche
- St. Margaretha-Kirche
- Oratorianerkloster
- Jordanbrücke
- Die erzbischöfliche St. Peter und Paul-Domkirche
- Erzbischöfliches Palais
- Kirche der Allerheiligsten Jungfrau Maria
- Psałteria – das Haus der Chorgesänge
- Museum der Erzdiözese in der Lubrański-Akademie
- Herz-Jesu-Kirche, geweiht ebenfalls der Trostspendenden Mutter Gottes
- Neue Synagoge
- Gedenkstätte des Schriftstellers Józef I. Kraszewski
- Kirche der Allerheiligsten Jungfrau Maria der Hilfe der Christen
- Theater „Scena na Piętrze“
- Stadtmauer
- St. Adalbert-Kirche mit der Krypta der verdienstvoll Verstorbenen der Wielkopolska
- Zitadelle, Rüstungsmuseum und Museum der Armee „Poznań“ (im ehemaligen Fort Winiary)
- Kirche zum Allerheiligsten Blut Christi
- Rathaus
- Stadtwaage
- „Bamberka“-Brunnen
- Krämerhäuser
- Großpolnisches Militärmuseum (Abteilung des Nationalmuseums Posen)
- Städtische Galerie „Arsenał“
- Hauptwache – Museum des Posener Aufstandes 1918–1919
- Schloss der Familie Działynski
- Henryk-Sienkiewicz-Literaturmuseum
- Schloss der Familie Mielżynski
- Museum für Musikinstrumente
- Museum für Angewandte Kunst (ehemaliges Königsschloss)
- St. Antonius-von-Padua-Kirche und Kloster der Franziskaner-Minoriten (im Kellergeschoss das Stadtmodell vom alten Posen)
- Schloss der Familie Górka (Archäologisches Museum)
- Ballettschule und Sitz des Polnischen Tanztheaters – Posener Balletts (ehemalige Jesuitenschule)
- Stifts- und Pfarrkirche zu Ehren des Hl. Bischofs Stanislaus und ehemaliges Jesuitenkolleg (gegenwärtig Stadtamt Posen)
- Allerheiligenkirche
- Ethnographisches Museum (ehemalige Freimaurerloge)
- Museum der Posener Bamberger
- Statue eines Laternenanzünders
- St. Franziskus-von-Assis-Kirche
- Fronleichnamskirche
- Einkaufs-, Kunst- und Businesszentrum – „Alte Brauerei“
- Musiktheater
- Denkmal des Alten Marych
- St. Martinskirche
- „Bazar“
- Nationalmuseum – Gemälde- und Plastikgalerie
- Raczyński-Bibliothek
- „Arkadia“ – Sitz des Theaters des Achten Tages und des Zentrums für Stadtinformation
- Universitätsbibliothek
- Polnisches Theater
- „Okrąglak“
- Posener Gesellschaft der Freunde der Wissenschaften
- Heilandskirche
- Collegium Maius (ehemaliges Gebäude der preußischen Ansiedlungskommission)
- Stanisław-Moniuszko-Theater (Opernhaus)
- Kulturzentrum „Zamek“ (ehemaliges Kaiserschloss)
- Denkmal des Posener Juni 1956 und Adam-Mickiewicz-Statue
- Adam-Mickiewicz-Universität – Collegium Minus und die Universitätsaula (Konzertsaal der Tadeusz-Szeligowski-Philharmonie Posen)
- Konzertsaal „Aula Nova“
- Palmenhaus („Palmiarnia“) im Wilson-Park
- Alter Zoo
- Gedenkstätte der Dichterin Kazimiera Iłłakiwiczówna
- „Neues Theater“ – Schauspielhaus
- Jugendstilhäuser in der Roosevelta-Straße
- Jugendstilbebauung und Fachwerkfassaden in der Dąbrowskiego-Straße
- Herz-Jesu- und St. Florian-Kirche.